# Noctua albipes
Noctua albipes är en fjärilsart som beskrevs av Fabricius 1794. Noctua albipes ingår i släktet Noctua och familjen nattflyn. Inga underarter finns listade i Catalogue of Life.